# Vermacarus longissimus
Vermacarus longissimus är en kvalsterart som beskrevs av Balogh och Sandór Mahunka 1980. Vermacarus longissimus ingår i släktet Vermacarus och familjen Microzetidae. Inga underarter finns listade i Catalogue of Life.